# Вовненко Богдан Володимирович
Богда́н Володи́мирович Вовне́нко (28 серпня 1975 — 29 серпня 2014) — солдат резерву Збройних сил України, учасник Війни на сході України. Кавалер ордена «За мужність».

## Життєпис
Народився 1975 року в Києві. До 1994 року навчався на факультеті інформатики та обчислювальної техніки в Київському політехнічному інституті. Працював на різних приватних підприємствах — системним адміністратором, менеджером. Одночасно з 2005-го керував власним інтернет-проєктом з продажу запчастин до мотоциклів. Захоплювався рок-музикою, брав активну участь у неформальних рухах мотоциклістів та прихильників соціоніки, вів авторський кулінарний вебсайт «Шмакота!»
Брав активну участь у подіях Революції Гідності, висловлював патріотичну позицію в соціальних мережах. Після спроби анексії Росією Криму уклав контракт, зарахований до батальйону спеціального призначення «Донбас», як псевдо узяв один зі своїх інтернет-«ніків» — «Варг», помічник гранатометника.

## Обставини загибелі
29 серпня 2014-го вранці, під час виходу «зеленим коридором» з Іловайського котла, їхав у кузові вантажівки ЗІЛ біля кабіни разом із «Сократом» по дорозі з Многопілля до Червоносільського. У правий бік авта влучив снаряд з ПТРК «Фагот», ще один влучив у двигун. Загинув з Берегом, Утьосом, Черепом та Арсеналом.
Як невідомий захисник України похований на Краснопільському цвинтарі. Упізнаний за експертизою ДНК у серпні 2015-го. 29 серпня, у річницю загибелі, в крематорії Байкового кладовища відбулася церемонія громадянської панахиди. 30 серпня, згідно з заповітом, родичі та друзі розвіяли прах над Дніпром з Пішохідного мосту.
Без Богдана лишилися дружина Алла, донька 2010 р.н.
Алла Вовненко займається волонтерською діяльністю, є засновницею інтернет-сайту «Допомога армії». На сайті «Шмакота» останній рецепт — коктейлю «Слава Україні!» — опублікувала Алла після загибелі Богдана.

## Нагороди і вшанування пам'яті
За особисту мужність, сумлінне та бездоганне служіння Українському народові, зразкове виконання військового обов'язку відзначений — нагороджений
- орденом «За мужність» III ступеня (посмертно)
- 13 жовтня 2016 року на школі № 130 м. Києва, в якій навчався Богдан Вовненко, відкрито меморіальну дошку.
- Його портрет розміщений на меморіалі «Стіна пам'яті полеглих за Україну» у Києві: секція 3, ряд 7, місце 22
- Вшановується 29 серпня на щоденному ранковому церемоніалі вшанування українських захисників, які загинули цього дня у різні роки внаслідок російської збройної агресії[1]
- Іловайський Хрест (посмертно)